# John Trevorrow
John Trevorrow (nascido em 18 de maio de 1949) é um ex-ciclista australiano que competiu nos Jogos Olímpicos de Verão de 1972, representando a Austrália.